# Barrie M. Osborne
Barrie M. Osborne (Nueva York; 7 de febrero de 1944) es un productor, productor ejecutivo, y director de cine estadounidense.

## Biografía
Hijo de Hertha Schwarz y William Osborne, Barrie nació en la ciudad de Nueva York. Creció en New Rochelle, una pequeña ciudad del mismo estado de Nueva York, y se graduó en la New Rochelle High School. Posteriormente estudió en el Carleton College, en Northfield (Minnesota). Actualmente reside en Wellington (Nueva Zelanda).
Su trabajo más notable fue la producción fantástica El Señor de los Anillos: el retorno del Rey, por la que recibió el Óscar de la Academia a la mejor película. En febrero de 2012 concluyó la postproducción de una nueva adaptación de la novela El gran Gatsby en la que Leonardo DiCaprio interpreta a Jay Gatsby. Entre los proyectos futuros de este premiado productor de Hollywood, y junto al empresario mexicano Max Appedole y el director Christian Keller, está una gran producción cinematográfica titulada Gloria, un biopic sobre la estrella del pop Gloria Trevi.

## Filmografía

### En la producción
- Kojak (1973, jefe de unidad)
- Apocalypse Now (1979, jefe de producción)
- Cutter's Way o Cutter and Bone (1981, productor asociado y jefe de producción de unidad)
- The Big Chill (1983, productor asociado y jefe de producción de unidad)
- Octopussy (1983, jefe de producción)
- The Cotton Club (1984, productor en línea)
- Fandango (1985, productor asociado y jefe de producción de unidad)
- Peggy Sue Got Married (1986, productor ejecutivo y jefe de producción de unidad)
- Child's Play (1988, productor ejecutivo)
- Dick Tracy (1990, productor ejecutivo)
- Kinderspiele o Child's Play (1992, productor ejecutivo)
- Wilder Napalm (1993, productor ejecutivo y jefe de producción de unidad)
- Rapa Nui (1994, productor ejecutivo)
- China Moon (1994, productor)
- The Fan (1996, productor ejecutivo)
- Face-Off (1997, productor)
- The Matrix (1999, productor ejecutivo)
- El Señor de los Anillos: la Comunidad del Anillo (2001, productor)
- The Last Place on Earth (2002, productor)
- El Señor de los Anillos: las dos torres (2002, productor)
- The Long and Short of It (2003, ejecutivo a cargo de la producción)
- El Señor de los Anillos: el retorno del Rey (2003, productor)
- Little Fish (2005, productor ejecutivo)
- The Water Horse: Legend of the Deep (2007, productor)
- The Warrior's Way (2010, productor)
- The Great Gatsby (2013, productor ejecutivo)

### Otros
- American Hot Wax (1978, segundo asistente a la dirección)
- El síndrome de China (1979, segundo asistente a la dirección)
- Dick Tracy (1990, director de la segunda unidad)
- El Señor de los Anillos: la Comunidad del Anillo (2001, director adicional de la segunda unidad)

## Premios y distinciones
Premios Óscar
| Año  | Categoría      | Película                                         | Resultado |
| ---- | -------------- | ------------------------------------------------ | --------- |
| 2002 | Mejor película | El Señor de los Anillos: la Comunidad del Anillo | Nominada  |
| 2003 | Mejor película | El Señor de los Anillos: las dos torres          | Nominada  |
| 2004 | Mejor película | El Señor de los Anillos: el retorno del Rey      | Ganadora  |